# Музика у Народноослободилачкој борби
Велики број музичара приступио је Народноослободилачкој борби, а међу њима и одређен број композитора и диригената. Овом задатку су се одазвали пре свега уметници који су и пре почетка ратних сукоба стварали дела са социјалном тематиком и који су били повезани са комунистичком партијом и имали јасно антифашистичко опредељење. 
Њиховим деловањем, на организацији музичког живота за време ратних дејстава и на ослобођеним територијама, настаје корпус онога што називамо партизанским песмама, као аутентични музички израз Народноослободилачке борбе у Југославији. Њихова карактеристика је спој борбене тематике с мело-поетским карактеристикама народне песме. Тако су настале народне борбене песме јер су их преносили борци и оне су улазиле назад међу становништво, задржавајући неке од својих специфичних локалних карактеристика и стварајући особени „стил” партизанских песама. То су једноставне певљиве мелодије, уског амбитуса и карактеристика трацидионалне музике динарског подручја или других крајева земље (Са Овчара и Каблара), такође корачнице преузете из совјетске музике, као и лирске баладе чија мелодика бива позајмљена или је инспирисана руским популарним и масовним песмама (Црвени макови). Временом су сви ови елементи спојени у један нов тип народне мелодије који јасно повезујемо с партизанским покретом. 
Као оригиналне нумере овог периода можемо сматрати масовне песме на стихове Владимира Назора: Друг Тито, Црвена звезда, Уз Тита и Стаљина, Митраљеза. Само на текст песме Друг Тито музику су компоновали Бомбардели, Данон, Херцигоња, Симонити, Шпилер. Међу најпознатијим песмама је и Козара Оскара Данона из његовог циклуса а капела хорова Песме борбе и победе. Народни текст ове песме почиње речима „Иде Младен води партизане” које је диктирао једноставну тему и остатни третман гласова, док је рефрен „Ој, Козаро” развијенији и хармонски богатији, сугеришући утицај уметничке песме, по речима музиколога Роксанде Пејовић. 
Године 1942. основано је и Казалиште народног ослобођења (име је добијено 1943. на сугестију Веселина Маслеше), у оквиру кога су организоване и музичке приредбе у борби. На првој приредби, 6. децембра 1942. године, у Босанском Петровцу, поводом Прве конференције жена, читамо да је програм био састављен из хорских песама у пратњи две хармонике, виолине и кларинета. Том приликом певале су се песме: Партизанка, Хеј Словени, Буди се Исток и Запад, а касније су извођене и Интернационала, совјетске корачнице, као и народна партизанска песма Ој, народе Лике и Кордуна. Иначе је подручје Кордуна, Баније и Лике имало посебно повољне услове за организовање уметничког рада, а важно је било и потпуно ослобођење Далмације у јесен 1944. године, када су се стекли услови за оснивање сталних оркестара при Другој пролетерској дивизији и Трећој дивизији. Такође, организовани су и едукативни курсеви - за дириговање, хармонику и соло певаче, а Херцигоња, Инес Иванишевић и Шпилер почињу сакупљање народних песама. Тако је на Банији једно време радио омладински хор који је на свом програму имао само аутентично народно стваралаштво. 
Музичко стваралаштво у НОБ-у је имало неколико фаза и неколико поља деловања: оснаживање морала, одржавање борбеног духа и комеморисање сећања на важне догађаје и људе. Паралелно је текла и едукативна и проактивна делатност усмерена ка постављању основа за будући музички живот СФРЈ: музичке школе, музичка позоришта и концертне дворане које би одговарале тековинама социјалистичке револуције и омасовљењу партиципације у уметности. 